# Soyuz TM

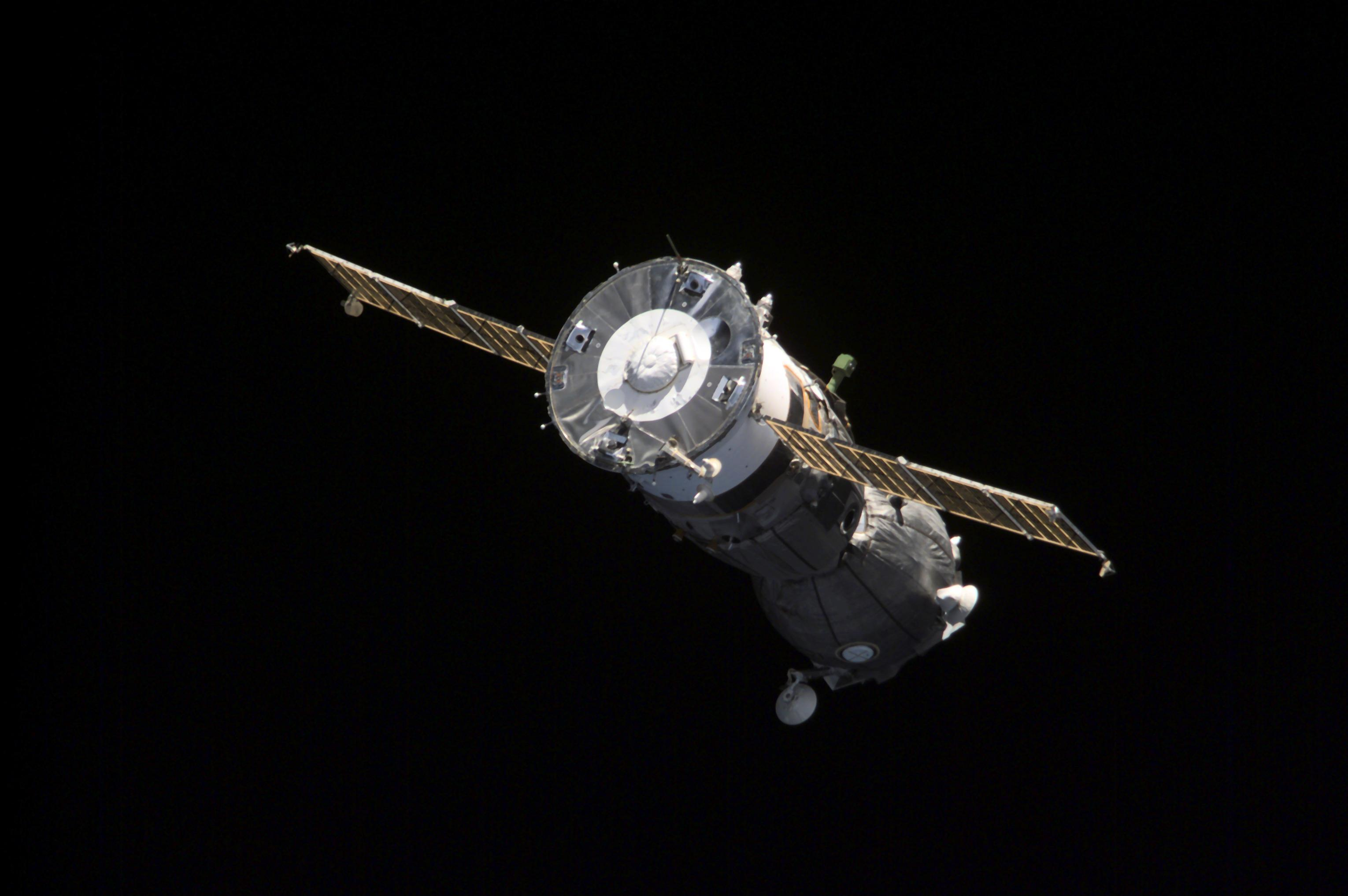
Soyuz TM-32 abandonando la EEI.

Soyuz TM, también denominada Soyuz 7K-STM, es el nombre de una versión mejorada de la nave espacial soviética Soyuz T.

## Historia
La Soyuz TM fue un rediseño mejorado de la Soyuz T, con nuevos sistemas de rendezvous y acoplamiento, comunicaciones mejoradas y paracaídas y motores de aterrizaje integrados. Usaba un casco más resistente y un escudo térmico más ligero. Es la nave que sirvió para llevar astronautas a la estación espacial Mir y a la Estación Espacial Internacional.
Utilizaba el sistema de acoplamiento Kurs, que permitía a la Soyuz TM maniobrar de manera independiente de la estación y sin que esta última tenga que realizar maniobras a su vez, como en los anteriores sistemas de acoplamiento. La mayor ligereza del sistema Kurs, junto con una torre de escape mejorada, permitían a la Soyuz TM llevar más cargada que las versiones anteriores.
Estuvo en servicio entre 1986 y 2002.

## Partes de la Soyuz TM

### Módulo orbital (BO)
El módulo orbital (BO, por sus iniciales en cirílico, БО, de бытовой отсек, transliterado Bytovoy otsek) es una sección formada por dos semiesferas unidas por una cilíndrica donde se encuentra el sistema de acoplamiento y un par de escotillas, una por la que entran los astronautas a la Soyuz antes del despegue y otra que se abre al túnel formado tras el acoplamiento con otra nave o estació espacial. El módulo se separa del resto de la nave antes de que la cápsula de aterrizaje reingrese en la atmósfera.

#### Especificaciones
- Longitud: 2,98 m
- Diámetro máximo: 2,26 m
- Volumen habitable: 5 m³
- Masa: 1450 kg

### Módulo de descenso (SA)
El módulo de descenso (SA, por sus iniciales en cirílico, СА, de спускаемый аппарат, transliterado Spuskaemiy apparat) es la parte de la Soyuz en que los astronautas regresan a la Tierra y en la que están acomodados durante el despegue. Tiene capacidad para hasta tres astronautas vestidos con sus trajes de presión y en él está el periscopio por el que el navegante puede guiarse para pilotar la nave manualmente. En la parte exterior de la cápsula están alojados los paracaídas de reentrada y los cohetes de frenado que se encienden a 1,5 m del suelo para frenar el aterrizaje. También posee pequeños cohetes de peróxido de hidrógeno para controlar la actitud del módulo durante la reentrada.
Las características del SA restringían el uso del mismo a astronautas de entre 1,64 y 1,84 m de altura, 94 cm de altura estando sentados y con pesos de entre 56 y 85 kg.

#### Especificaciones
- Longitud: 2,24 m
- Diámetro máximo: 2,17 m
- Volumen habitable: 3,5 m³
- Masa: 2850 kg

### Módulo de equipamiento y propulsión (PAO)
El módulo de equipamiento y propulsión (PAO, por sus iniciales en cirílico, ПАО, de приборно-агрегатный отсек, transliterado Priborno-agregatniy otsek) es el módulo donde residen el motor principal y las toberas de control de posición de la nave, así como los tanques de propelente que los alimentan. De él también salen los paneles solares que proporcionan energía a la nave. Este módulo también se separa del SA justo antes de la reentrada.

#### Especificaciones
- Longitud: 2,26 m
- Diámetro máximo: 2,72 m
- Masa: 2950 kg

## Especificaciones del conjunto
- Tripulación: 3
- Vida útil en vuelo libre: 14 días
- Longitud: 7,48 m
- Diámetro máximo: 2,72 m
- Envergadura (con los paneles solares desplegados): 10,6 m
- Volumen habitable: 9 m³
- Masa: 7250 kg
- Motor principal: KTDU-80
- Empuje del motor principal: 3,92 kN
- Propelentes: tetróxido de dinitrógeno y UDMH
- Masa de los propelentes: 900 kg
- Impulso específico del motor principal: 305 s
- Delta V total: 390 m/s
- Potencia eléctrica: 0,6 kW

## Misiones

### No tripuladas
- Soyuz TM-1

### Tripuladas
| Misión      | Lanzamiento | Regreso    | Duración en días |
| ----------- | ----------- | ---------- | ---------------- |
| Soyuz TM-2  | 1987-02-05  | 1987-07-30 | 174,14           |
| Soyuz TM-3  | 1987-07-22  | 1987-12-29 | 160,30           |
| Soyuz TM-4  | 1987-12-21  | 1988-12-21 | 365,94           |
| Soyuz TM-5  | 1988-06-07  | 1988-06-17 | 9,84             |
| Soyuz TM-6  | 1988-08-29  | 1988-09-07 | 8,85             |
| Soyuz TM-7  | 1988-11-26  | 1989-04-27 | 151,47           |
| Soyuz TM-8  | 1989-09-05  | 1990-02-19 | 166,29           |
| Soyuz TM-9  | 1990-02-11  | 1990-08-09 | 179,05           |
| Soyuz TM-10 | 1990-08-01  | 1990-12-10 | 130,86           |
| Soyuz TM-11 | 1990-12-02  | 1991-05-26 | 175,08           |
| Soyuz TM-12 | 1991-05-18  | 1991-10-10 | 144,64           |
| Soyuz TM-13 | 1991-10-02  | 1992-03-25 | 175,12           |
| Soyuz TM-14 | 1992-03-17  | 1992-08-10 | 145,59           |
| Soyuz TM-15 | 1992-07-27  | 1993-02-01 | 188,90           |
| Soyuz TM-16 | 1993-01-24  | 1993-07-22 | 179,03           |
| Soyuz TM-17 | 1993-07-01  | 1994-01-14 | 196,74           |
| Soyuz TM-18 | 1994-01-08  | 1994-07-09 | 182,02           |
| Soyuz TM-19 | 1994-07-01  | 1994-11-04 | 125,95           |
| Soyuz TM-20 | 1994-10-03  | 1995-03-22 | 169,22           |
| Soyuz TM-21 | 1995-03-14  | 1995-07-07 | 115,36           |
| Soyuz TM-22 | 1995-09-03  | 1996-02-29 | 179,07           |
| Soyuz TM-23 | 1996-02-21  | 1996-09-02 | 193,80           |
| Soyuz TM-24 | 1996-08-17  | 1997-03-02 | 196,73           |
| Soyuz TM-25 | 1997-02-10  | 1997-08-14 | 184,92           |
| Soyuz TM-26 | 1997-08-05  | 1998-02-19 | 197,73           |
| Soyuz TM-27 | 1998-01-29  | 1998-08-25 | 207,53           |
| Soyuz TM-28 | 1998-08-13  | 1999-02-28 | 198,69           |
| Soyuz TM-29 | 1999-02-20  | 1999-08-28 | 188,85           |
| Soyuz TM-30 | 2000-04-04  | 2000-06-16 | 72,82            |
| Soyuz TM-31 | 2000-10-31  | 2001-03-21 | 140,98           |
| Soyuz TM-32 | 2001-04-28  | 2001-05-06 | 7,92             |
| Soyuz TM-33 | 2001-10-21  | 2001-10-31 | 9,83             |
| Soyuz TM-34 | 2002-04-25  | 2002-05-05 | 9,89             |